# Mesoleptus exaequatus
Mesoleptus exaequatus là một loài tò vò trong họ Ichneumonidae.